# تاكاهايدي أوميباتشي
تاكاهايدي أوميباتشي (باليابانية: 梅鉢 貴秀) (8 يونيو 1992 في تاكاتسوكي في اليابان – )؛ هو لاعب كرة قدم ياباني سابق كان يلعب كلاعب وسط.

## وصلات خارجية
- تاكاهايدي أوميباتشي على موقع رابطة كرة القدم اليابانية للمحترفين (اليابانية)
- تاكاهايدي أوميباتشي على موقع قاعدة بيانات كرة القدم.إي يو (الإنجليزية)
- تاكاهايدي أوميباتشي على موقع Soccerway.com (الإنجليزية)
- تاكاهايدي أوميباتشي على موقع عالم كرة القدم.نت (الإنجليزية)
- تاكاهايدي أوميباتشي على موقع كووورة